# Công viên các ngôi đền thu nhỏ ở Myczkowce - Trung tâm Văn hóa Đại kết Thánh John Paul II
Công viên các ngôi đền thu nhỏ ở Myczkowce - Trung tâm Văn hóa Đại kết Thánh John Paul II (tiếng Ba Lan: Park Miniatur Świątyń w Myczkowcach - Centrum Kultury Ekumenicznej im. św. Jana Pawła II) là một công viên tọa lạc tại làng Myczkowce, huyện Leski, tỉnh Podkarpackie, Ba Lan. Công viên nằm trong Trung tâm Giải trí và Phục hồi chức năng Caritas của Giáo phận Rzeszów.

## Lịch sử hình thành
Công viên các ngôi đền thu nhỏ ở Myczkowce, cùng với Trung tâm Văn hóa Đại kết Thánh John Paul II, được khánh thành vào tháng 10 năm 2007.

## Triển lãm
Trong Công viên các ngôi đền thu nhỏ ở Myczkowce có 140 tiểu cảnh nhà thờ gỗ và nhà thờ Chính thống giáo được thiết kế theo tỷ lệ 1:25. Janusz Kulig là tác giả của các tiểu cảnh bằng gỗ, và Norbert Piekarski đảm nhận thiết kế kiến trúc của Công viên.
Các mô hình trong Công viên phỏng theo hình dạng những ngôi đền ở Ba Lan, Ukraine và Slovakia, thể hiện những nét kiến trúc đặc trưng của các nhà thờ Latinh và Byzantine.

## Giờ mở cửa
Công viên các ngôi đền thu nhỏ ở Myczkowce hoạt động quanh năm, mở cửa tất cả các ngày trong tuần. Khách tham quan phải trả phí vào cửa.